# FC Tokyo 2005
Questa voce raccoglie le informazioni riguardanti il FC Tokyo nelle competizioni ufficiali della stagione 2005.

## Stagione
Indebolito dalle partenze di alcuni giocatori fondamentali per il gioco della squadra (tra cui l'emergente Tadanari Lee), il FC Tokyo disputò una stagione anonima in cui navigò nelle posizioni medio-basse della J. League Division 1 e fu eliminato nelle prime fasi delle coppe.

## Divise e sponsor
Il fornitore tecnico Adidas modifica il motivo delle divise, introducendo ai lati delle decorazioni rosse. Lo sponsor ufficiale Eneos viene confermato.
| Manica sinistra · Manica sinistra · Maglietta · Maglietta · Manica destra · Manica destra · Pantaloncini · Pantaloncini · Calzettoni · Calzettoni | Manica sinistra · Manica sinistra · Maglietta · Maglietta · Manica destra · Manica destra · Pantaloncini · Pantaloncini · Calzettoni · Calzettoni |  |

## Rosa
| N. |                     | Ruolo | Calciatore        |
| -- | ------------------- | ----- | ----------------- |
| 1  | Giappone (bandiera) | P     | Yōichi Doi        |
| 2  | Giappone (bandiera) | D     | Teruyuki Moniwa   |
| 3  | Brasile (bandiera)  | D     | Jean              |
| 4  | Giappone (bandiera) | D     | Taisei Fujita     |
| 5  | Giappone (bandiera) | D     | Tatsuya Masushima |
| 6  | Giappone (bandiera) | D     | Yasuyuki Konno    |
| 7  | Giappone (bandiera) | C     | Satoru Asari      |
| 8  | Giappone (bandiera) | D     | Ryūji Fujiyama    |
| 9  | Brasile (bandiera)  | A     | Lucas Severino    |
| 10 | Giappone (bandiera) | C     | Fumitake Miura    |
| 11 | Giappone (bandiera) | A     | Yoshirō Abe       |
| 13 | Giappone (bandiera) | A     | Mitsuhiro Toda    |
| 14 | Giappone (bandiera) | C     | Yuta Baba         |
| 15 | Giappone (bandiera) | C     | Norio Suzuki      |
| 16 | Giappone (bandiera) | C     | Masashi Miyazawa  |
| 17 | Giappone (bandiera) | D     | Jō Kanazawa       |
| 18 | Giappone (bandiera) | C     | Naohiro Ishikawa  |
| 19 | Brasile (bandiera)  | C     | Danilo            |

| N. |                     | Ruolo | Calciatore          |
| -- | ------------------- | ----- | ------------------- |
| 20 | Giappone (bandiera) | D     | Akira Kaji          |
| 21 | Giappone (bandiera) | P     | Taishi Endo         |
| 22 | Giappone (bandiera) | P     | Hitoshi Shiota      |
| 23 | Giappone (bandiera) | C     | Yōhei Kajiyama      |
| 24 | Giappone (bandiera) | C     | Masamitsu Kobayashi |
| 25 | Giappone (bandiera) | D     | Shinya Sakoi        |
| 26 | Giappone (bandiera) | D     | Ryo Nakamura        |
| 27 | Giappone (bandiera) | C     | Ryōichi Kurisawa    |
| 28 | Giappone (bandiera) | C     | Kenji Suzuki        |
| 29 | Giappone (bandiera) | D     | Kazuya Maeda        |
| 30 | Giappone (bandiera) | D     | Hiroyuki Omata      |
| 31 | Giappone (bandiera) | P     | Kenichi Kondo       |
| 32 | Giappone (bandiera) | A     | Yusuke Kondo        |
| 34 | Giappone (bandiera) | A     | Shingo Akamine      |
| 35 | Brasile (bandiera)  | A     | Rychely             |
| 38 | Paraguay (bandiera) | A     | Santiago Salcedo    |
| 40 | Giappone (bandiera) | P     | Koichiro Morita     |

## Statistiche

### Statistiche di squadra
| Competizione           | Punti | Totale | Totale | Totale | Totale | Totale | Totale | DR |
| Competizione           | Punti | G      | V      | N      | P      | Gf     | Gs     | DR |
| ---------------------- | ----- | ------ | ------ | ------ | ------ | ------ | ------ | -- |
| J. League Division 1   | 47    | 34     | 11     | 14     | 9      | 43     | 40     | +3 |
| Coppa Yamazaki Nabisco | -     | 6      | 1      | 2      | 3      | 5      | 7      | -2 |
| Coppa dell'Imperatore  | -     | 2      | 1      | 0      | 1      | 2      | 2      | 0  |
| Totale                 | -     | 42     | 13     | 16     | 13     | 50     | 49     | +1 |

### Videografia
- FC Tokyo 2005 Season Review (FC東京 2005シーズンレビュー?) ASIN B000EPFPAG
- FC Tokyo Stars 1999-2008 (FC東京 スターズ 1999-2008?) ASIN B002AR5O7U